# Nikolaj Kruglov (sciatore 1981)
Nikolaj Nikolaevič Kruglov (in russo Николай Николаевич Круглов?, Nikolay Nikolayevich Kruglov; Nižnij Novgorod, 8 aprile 1981) è un ex biatleta russo.
È figlio di Nikolaj, a sua volta biatleta di alto livello. Per evitare l'omonimia è detto anche Nikolaj Kruglov junior.

## Biografia
Residente a Chanty-Mansijsk, ha iniziato a praticare biathlon a livello agonistico nel 1985. In Coppa del Mondo ha esordito il 24 gennaio 2002 nell'individuale di Anterselva (36°), ha conquistato il primo podio il 13 febbraio 2003 nella staffetta di Oslo Holmenkollen (2°) e la prima vittoria il 18 febbraio 2005 nell'inseguimento di Pokljuka.
In carriera i suoi maggiori successi sono arrivati tutti dalla staffetta: per due volte si è laureato campione del mondo di staffetta mista; inoltre ha vinto la medaglia d'argento ai XX Giochi olimpici invernali di Torino 2006 e ai Mondiali del 2005. Nel 2007 è diventato campione del mondo con la staffetta maschile; nel 2008 ha vinto nuovamente l'oro nella staffetta maschile e il bronzo in quella mista.
Si è ritirato al termine della stagione 2009-2010

## Palmarès

### Olimpiadi
- 1 medaglia:
  - 1 argento (staffetta[2] a Torino 2006)

### Mondiali
- 6 medaglie:
  - 4 ori (staffetta mista a Hochfilzen/Chanty-Mansijsk 2005; staffetta mista a Pokljuka 2006; staffetta[2] ad Anterselva 2007; staffetta[2] a Östersund 2008)
  - 1 argento (staffetta[2] a Hochfilzen/Chanty-Mansijsk 2005)
  - 1 bronzo (staffetta mista[2] a Östersund 2008)

### Mondiali juniores
- 5 medaglie:
  - 5 argenti (inseguimento, staffetta a Hochfilzen 2000; sprint, inseguimento, staffetta a Chanty-Mansijsk 2001)

### Coppa del Mondo
- Miglior piazzamento in classifica generale: 8º nel 2005 e nel 2007
- 30 podi (14 individuali, 16 a squadre), oltre a quelli conquistati in sede olimpica e iridata e validi anche ai fini della Coppa del Mondo:
  - 6 vittorie (3 individuali, 3 a squadre)
  - 20 secondi posti (9 individuali, 11 a squadre)
  - 4 terzi posti (2 individuali, 2 a squadre)

#### Coppa del Mondo - vittorie
| Data             | Località   | Nazione  | Specialità                                                 |
| ---------------- | ---------- | -------- | ---------------------------------------------------------- |
| 18 febbraio 2005 | Pokljuka   | Slovenia | PU                                                         |
| 4 gennaio 2007   | Oberhof    | Germania | RL (con Ivan Čerezov, Maksim Čudov e Dmitrij Jarošenko)    |
| 6 gennaio 2007   | Oberhof    | Germania | SP                                                         |
| 7 gennaio 2007   | Oberhof    | Germania | PU                                                         |
| 16 dicembre 2007 | Pokljuka   | Slovenia | RL (con Andrej Makoveev, Maksim Čudov e Dmitrij Jarošenko) |
| 14 dicembre 2008 | Hochfilzen | Austria  | RL (con Ivan Čerezov, Maksim Čudov e Maksim Maksimov)      |

Legenda:

SP = sprint

PU = inseguimento

RL = staffetta